# Las noches de Cabiria
Las noches de Cabiria (en italiano: Le notti di Cabiria) es una película italiana de 1957 dirigida por Federico Fellini, con  su esposa, la actriz Giulietta Masina, en el papel de Cabiria Ceccarelli, prostituta de la zona de Ostia, en Roma. 
El nombre del personaje está tomado de la película italiana de 1914 Cabiria, mientras que el personaje mismo está tomado de una breve escena de la película de Fellini El jeque blanco.

## Argumento
El filme cuenta la historia de Cabiria, una prostituta que busca el amor pero lo que en realidad encuentra son desengaños amorosos. Su bondad y una cierta ingenuidad la convierten en víctima de sucesivos vividores que se aprovechan de ella, la roban y golpean. A pesar de ello, Cabiria se encuentra con un hombre que le promete un futuro respetable pero, a ello, le siguen una serie de episodios humillantes donde se pone a prueba la bondad de Cabiria.

## Reparto
- Giulietta Masina: Cabiria Ceccarelli.
- François Périer: Oscar D'Onofrio.
- Franca Marzi: Wanda.
- Dorian Gray: Jessy.
- Aldo Silvani: el Mago.
- Ennio Girolami: Amleto, el chulo.
- Mario Passante: el lisiado de la procesión.
- Amedeo Nazzari: Alberto Lazzari.

## Premios
- Festival de Cannes de 1957: premio a la mejor actriz Giulietta Masina; Premio de la crítica a Federico Fellini; 1957.
- Premios David di Donatello: premios al mejor director y a la mejor producción Dino De Laurentiis.
- Festival de San Sebastián: Premio Zulueta a la mejor actriz Giulietta Masina; 1957.[1]
- Premios de la Academia: Óscar a la mejor película de habla no inglesa; 1958.
- Sindicato Nacional Italiano de críticos cinematográficos: mejor actriz, mejor director, mejor producción y mejor actriz secundaria; 1958.
- Medallas del Círculo de Escritores Cinematográficos de España: Mejor película extranjera y mejor actriz extranjera, Giulietta Masina.[2]
- Premios Sant Jordi, Barcelona, España: mejor actriz extranjera, mejor director extranjero y mejor guion extranjero; 1959.

## Remakes
En el año 1969, bajo la dirección de Bob Fosse, y la actuación principal de Shirley MacLaine, se estrena el musical Sweet Charity, basado en una libre adaptación de Las noches de Cabiria, la cual obtuvo varias nominaciones a los Premios Óscar.